# San Genesio (sito archeologico)

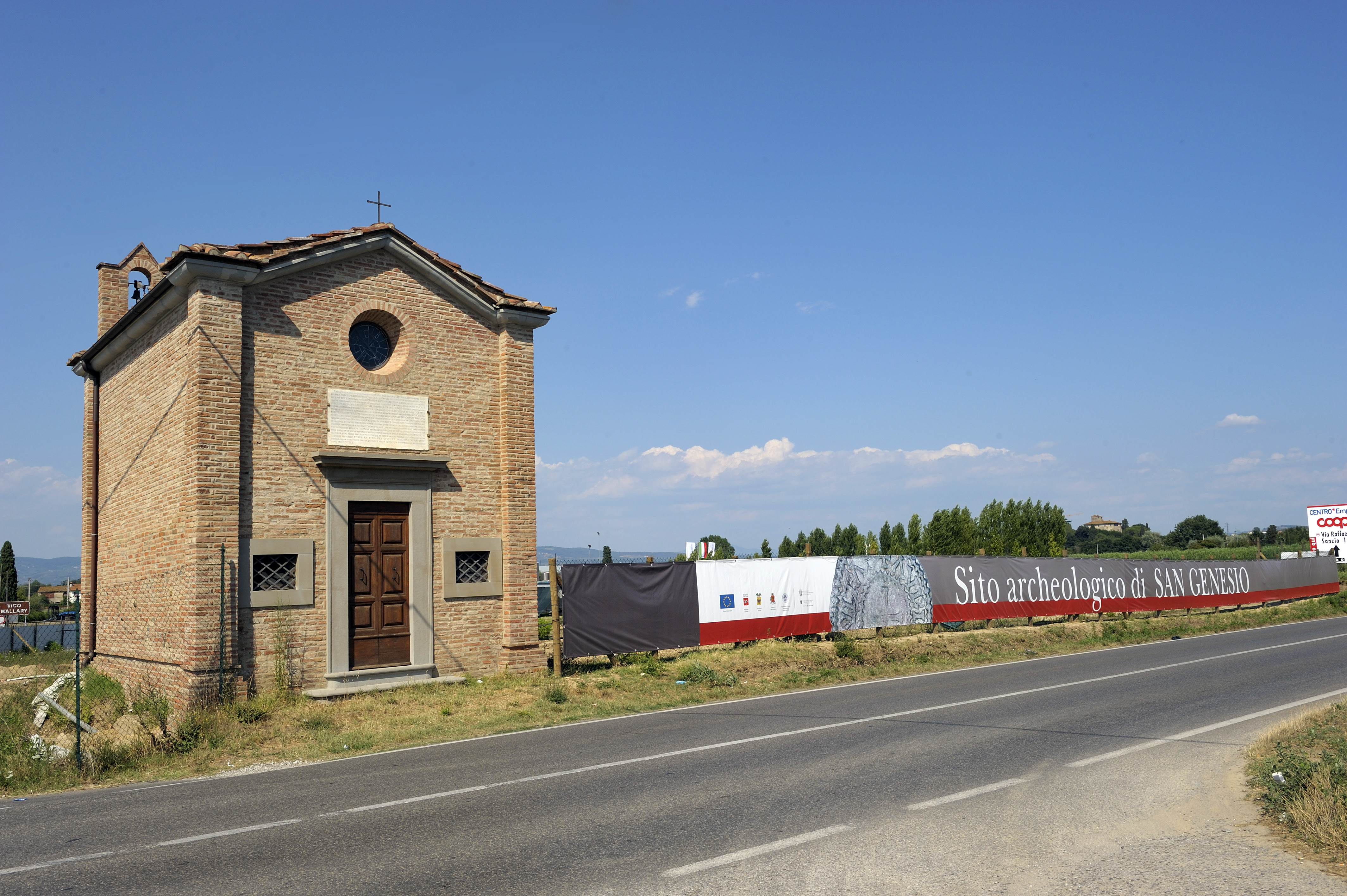
Cappella di San Genesio ed esterno dell'area archeologica

Il sito archeologico di San Genesio (anche Borgo San Genesio, vico Wallari) si trova in provincia di Pisa, nel comune di San Miniato tra le località Ponte a Elsa e La Scala. Il borgo è stato ritenuto l'insediamento dal quale si è originata a partire dal XIII secolo la città di San Miniato.
Per i numerosi e importanti parlamenti, consigli, diete, assemblee e congressi è stata definita "la Roncaglia di Toscana" (Repetti) ovvero, come la vicina e erede San Miniato, "capitale mancata di Toscana".

## Storia
La zona dove sorge l'attuale area archeologica era un autentico crocevia: oltre che le naturali vie di comunicazione dell'Arno e dell'Elsa, vi passava probabilmente in età romana la via Quinctia, in direttrice est-ovest fra Firenze e Pisa, alla quale a partire dall'Alto Medioevo si aggiunse anche la via Francigena sull'asse nord-sud.
In epoca alto medievale il luogo ebbe nome vicus Wallari (o vicus Uualari), toponimo di probabile origine longobarda. Solo successivamente prese il nome di Borgo San Genesio.
Nel V secolo si ergeva sul sito una necropoli tardo-romana, alla quale si aggiunse una costruzione a sacello, probabilmente un sepolcro, forse costruita dal dominus Wallar, e alla quale si aggiunse poi nella seconda metà del VII secolo una Chiesa. Questa era originariamente a forma di T ma successivamente si sviluppò in una a 3 navate di notevoli dimensioni (metri 33x18). Attorno a questi edifici si sviluppò l’omonimo villaggio.
La presenza di tale chiesa è attestata in un documento della chiesa di Arezzo risalente al 715 relativo ad un concilio delle chiese di Toscana in cui si parla della sede di tale incontro ad ecclesie Sancti Genesii, in uico qui dicitur Uualari. A tale incontro parteciparono i vescovi di Fiesole, Pisa, Firenze e Lucca, insieme con il notaio Gunteram, inviato del re Liutprando.
Nell'anno 763 la chiesa aveva probabilmente la funzione di pieve: un documento di quello stesso anno attesta la nomina del rettore in casa Ecclesie Sancti Genesi, in loco e plebe ad Vico Walari. Nel X secolo fu dedicata a San Giovanni Battista. Nell'itinerario di Sigerico, del 990 circa, la località rappresentava la XXII tappa (mansio) da Roma, con il nome di San Dionisio (S.ce Dionisii).successivamente viene menzionato nel diario dell'abate islandese di Munkaþverá, come tappa durante il suo pellegrinaggio a Roma nel 1154, con il nome di Sanctinus Borg. Il re di Francia Filippo II Augusto vi sostò nel 1191 durante il viaggio di ritorno dalla terza crociata, ed in questo itinerario è menzionato come Saint Denis de Bon-repast.
La collocazione lungo la via Francigena contribuì alla crescita del borgo, che fu sede nel 1055 della Dieta imperiale indetta dall'imperatore Enrico III e diverse altre vi si tennero tra il 1160 e il 1172, sotto l'imperatore Federico Barbarossa.
Sicuramente l'evento più importante che si tenne a San Genesio (per l'esattezza "nella chiesa di San Cristofano dello stesso Borgo") fu il giuramento di reciproca solidarietà politica e militare tra le città toscane pronunciato dai delegati delle città di Lucca, Firenze, Siena, San Miniato e dal vescovo di Volterra, alla presenza di due cardinali, l'11 novembre 1197. Da quel giuramento, infatti, nascerà la cosiddetta Lega toscana ("societas inter civitates Tuscie"), in difesa della parte guelfa. Alla detta Lega nei mesi successivi aderiranno anche le città di Arezzo, Prato, i rappresentanti di Poggibonsi, Colle di Val d'Elsa, Figline, Certaldo e di numerose altre cittadine minori, il "comes Tuscie" Guido Guerra, il conte Ildebrandino, il conte Alberto, i vescovi di Firenze e Fiesole, un gran numero di prelati, vari esponenti della famiglia-clan dei Guidi e degli Alberti, Manente conte di Sarteano, il perugino "Amedeo" (che nel 1203 fu nominato rettore della Lega).
Giovanni Villani riferisce che il borgo di San Genesio (San Giniegio) venne abbandonato dai suoi abitanti nell'anno 1200, per trasferirsi nell'attuale San Miniato e che venne definitivamente distrutto nel 1248. In memoria della discendenza dall'antica pieve la cattedrale di San Miniato fu consacrata nel 1622 a San Genesio, mentre nel borgo rimase solo una piccola cappella.

## Gli scavi
Nel 2001, a pochi metri dalla cappella, a seguito di indagini di superficie su una zona di scasso per la costruzione di edifici privati, vennero rinvenuti frammenti ceramici del VII-VIII secolo, mentre alcuni saggi evidenziarono la presenza di strutture murarie e di altri reperti. A seguito di tali indagini, il 17 giugno dello stesso anno ebbe inizio lo scavo archeologico vero e proprio, a cura del Dipartimento di archeologia e storia delle arti dell'Università di Siena. Gli scavi hanno riportato alla luce numerose strutture altomedievali e in particolare i resti dell'antica pieve, che aveva originariamente una lunghezza di 35 m e una larghezza di 17 m e nell'XI secolo fu ampliata fino a 45 m.
In una delle ultime campagne di scavo sono stati ritrovati, nell'area identificata con l'antico cimitero, i resti di una giovane donna che aveva per corredo un denaro d'argento di Carlo Magno, coniato a Tours, in Francia, da dove forse la donna era partita. Altri scavi hanno riportato alla luce capanne in legno d'età longobarda e le fondazioni di un lungo muro in ghiaia, calce e sabbia riferibile all'ultimo periodo dell'età romana.